# Canoë-kayak aux Jeux olympiques d'été de 1996
Navigation
Barcelone 1992 Sydney 2000
Les compétitions de canoë-kayak aux Jeux olympiques de 1996 à Atlanta étaient composées de 16 épreuves (12 pour les hommes, 4 pour les femmes) dans deux disciplines : la course en ligne et le slalom.

## Tableau des médailles
| Rang | Nation             | Or | Argent | Bronze | Total |
| ---- | ------------------ | -- | ------ | ------ | ----- |
| 1    | Allemagne          | 5  | 2      | 2      | 9     |
| 2    | République tchèque | 3  | 0      | 2      | 5     |
| 3    | Italie             | 2  | 2      | 1      | 5     |
| 4    | Hongrie            | 2  | 1      | 3      | 6     |
| 5    | Norvège            | 1  | 1      | 0      | 2     |
| -    | Slovaquie          | 1  | 1      | 0      | 2     |
| 7    | France             | 1  | 0      | 2      | 3     |
| 8    | Suède              | 1  | 0      | 1      | 2     |
| 9    | Roumanie           | 0  | 1      | 1      | 2     |
| 10   | Canada             | 0  | 1      | 0      | 1     |
| -    | États-Unis         | 0  | 1      | 0      | 1     |
| -    | Lettonie           | 0  | 1      | 0      | 1     |
| -    | Moldavie           | 0  | 1      | 0      | 1     |
| -    | Slovénie           | 0  | 1      | 0      | 1     |
| -    | Suisse             | 0  | 1      | 0      | 1     |
| 16   | Australie          | 0  | 0      | 3      | 3     |
| 17   | Bulgarie           | 0  | 0      | 1      | 1     |
| -    | Pologne            | 0  | 0      | 1      | 1     |
| -    | Russie             | 0  | 0      | 1      | 1     |

## Podiums

### Course en ligne

#### Hommes
| Discipline      | Or                                                             | Argent                                                           | Bronze                                                                   |
| C-1 500 mètres  | Martin Doktor                                                  | Slavomír Kňazovický                                              | Imre Pulai                                                               |
| C-1 1000 mètres | Martin Doktor                                                  | Ivans Klementjevs                                                | György Zala                                                              |
| C-2 500 mètres  | Hongrie György Kolonics Csaba Horváth                          | Moldavie Viktor Reneysky Nicolae Juravschi                       | Roumanie Grigore Obreja Gheorghe Andriev                                 |
| C-2 1000 mètres | Allemagne Gunar Kirchbach Andreas Dittmer                      | Roumanie Marcel Glăvan Antonel Borsan                            | Hongrie György Kolonics Csaba Horváth                                    |
| K-1 1500 mètres | Antonio Rossi                                                  | Knut Holmann                                                     | Piotr Markiewicz                                                         |
| K-1 1000 mètres | Knut Holmann                                                   | Beniamino Bonomi                                                 | Clint Robinson                                                           |
| K-2 500 mètres  | Allemagne Kay Bluhm Torsten Gutsche                            | Italie Beniamino Bonomi Daniele Scarpa                           | Australie Andrew Trim Daniel Collins                                     |
| K-2 1000 mètres | Italie Daniele Scarpa Antonio Rossi                            | Allemagne Kay Bluhm Torsten Gutsche                              | Bulgarie Andrian Dushev Milko Kazanov                                    |
| K-4 1000 mètres | Allemagne Thomas Reineck Olaf Winter Detlef Hofmann Mark Zabel | Hongrie András Rajna Gábor Horváth Ferenc Csipes Attila Adrovicz | Russie Oleg Gorobiy Sergey Verlin Georgiy Tsybulnikov Anatoli Tishchenko |

#### Femmes
| Discipline     | Or                                                                  | Argent                                                                  | Bronze                                                                |
| K-1 500 mètres | Rita Köbán                                                          | Caroline Brunet                                                         | Josefa Idem                                                           |
| K-2 500 mètres | Suède Susanne Wiberg-Gunnarsson Agneta Andersson                    | Allemagne Birgit Fischer Ramona Portwich                                | Australie Anna Wood Katrin Borchert                                   |
| K-4 500 mètres | Allemagne Anett Schuck Birgit Fischer Manuela Mucke Ramona Portwich | Suisse Gabi Mueller Ingrid Haralamow Sabine Eichenberger Daniela Baumer | Suède Susanne Rosenqvist Anna Olsson Ingela Ericsson Agneta Andersson |

### Slalom

#### Hommes
| Discipline | Or                                    | Argent                                       | Bronze                                  |
| C-1        | Michal Martikan                       | Lukáš Pollert                                | Patrice Estanguet                       |
| C-2        | France Franck Adisson Wilfrid Forgues | République tchèque Jiří Rohan Miroslav Šimek | Allemagne Andre Ehrenberg Michael Senft |
| K-1        | Oliver Fix                            | Andraž Vehovar                               | Thomas Becker                           |

#### Femmes
| Discipline | Or                  | Argent       | Bronze               |
| K-1        | Štěpánka Hilgertová | Dana Chladek | Myriam Fox-Jérusalmi |